# Груба акула
Груба акула (Oxynotus) — монотипний рід акул родини Грубі акули ряду Катраноподібні. Має 5 видів. Інша назва «акула-свиня».

## Опис
Загальна довжина представників цього роду коливається між 49 до 150 см. Голова невелика. Морда має своєрідну форму, у деяких видів особливо нагадуючи свинячу. Тулуб витягнутий, сплощений з боків, у розрізі мають трикутну форму. Має 2 плавця на спині. Перші ближчі до голови. Шкіра доволі шорстка та колюча. Звідси походить назва цих акул. Спинні та грудні плавці доволі великі та широкі, нагадують вітрила. Наділені люмінесцентним органом. Забарвлення сірувате, коричневе та чорне з різними відтінками.

## Спосіб життя
Воліють до континентального шельфу. Тримаються глибин від 200 до 1000 м. Можуть підійматися до глибин у 40-45 м. Живляться костистими рибами та глибоководними молюсками.
Це живородні акули.

## Розповсюдження
Мешкає в Атлантичному та Тихому океані.

## Види
- Oxynotus bruniensis  (Ogilby, 1893)
- Oxynotus caribbaeus  Cervigón, 1961
- Oxynotus centrina  (Linnaeus, 1758)
- Oxynotus japonicus  Yano & Murofushi, 1985
- Oxynotus paradoxus  Frade, 1929